# هنري إدموند دونيلي
هنري إدموند دونيلي (بالإنجليزية: Henry Edmund Donnelly)‏ هو كاهن كاثوليكي أمريكي، ولد في 28 أغسطس 1904 في ميشيغان في الولايات المتحدة، وتوفي في 4 نوفمبر 1967 في ديترويت في الولايات المتحدة.